# Шекшово
Шекшо́во — село в Гаврилово-Посадском районе Ивановской области России. Административный центр Шекшовского сельского поселения.

## География
Село находится на западе Суздальского (Владимиро-Юрьевского) Ополья, в юго-восточной части Гаврилово-Посадского района Ивановской области, в 5 км от районного центра Гаврилов Посад и в 15 км от города Суздаль, на реке Ирмес (приток Нерли).

## История
Село Шекшово впервые упоминается в 1446 году в договорной грамоте суздальских князей Василия и Фёдора Юрьевичей с князем Дмитрием Юрьевичем (Шемякой) и его сыном князем Иваном. В духовном завещании великого князя московского Василия Васильевича II (Тёмного) от 1462 года Шекшово значится его вотчиной. В этом же году село было завещано его супруге Марье Ярославне.
В XV веке в селе была деревянная церковь. В 1609 году село было разорено и разграблено литвинами и поляками. В Шекшове до 1829 года находился конный завод.
С 1864 года в Шекшове существовала земская народная школа. В это время в селе было 135 дворов и душ мужского пола — 530, а женского — 594.

## Население
| 1859 | 1897  | 1905  | 2010 |
| ---- | ----- | ----- | ---- |
| 1016 | ↗1061 | ↗1195 | ↘572 |

## Археология и палеогенетика
Район села Шекшово — это один из тех районов Суздальского Ополья, где в XIX веке экспедициями графа Уварова начиналось исследование древнерусских курганных могильников. В районе села расположено крупное средневековое селище Шекшово 2 площадью около 30 га. В 2011 году во время исследования остатков средневекового курганного могильника Шекшово 9 (в окрестностях селища Шекшово 2) был найден, сильно повреждённый коррозией, парадный топорик со следами серебряной инкрустации. При реставрации на нём, впервые для подобных находок, были обнаружены знаки Рюриковичей: двузубец и трезубец. После детального изучения находки, было высказано предположение о принадлежности парадного топорика дружиннику ростовского князя Бориса Владимировича. В Шекшово найдено два византийских милиарисия.
У образца SHE001 (Shekshovo 9, 930±34 гг.) определили митохондриальную гаплогруппу U5a1d1 и Y-хромосомную гаплогруппу E1b1b1a1b1, у образца SHE003 (Shekshovo 9, 841±36 гг.) — митохондриальную гаплогруппу U5a2a1b и Y-хромосомную гаплогруппу G2a2b1a, у образца SHE004	Shekshovo 9, 936±31 гг.) — митохондриальную гаплогруппу H6a1a4. У образца SHE005 (Shekshovo 9, 1046±44 гг.) — митохондриальную гаплогруппу HV10 и Y-хромосомную гаплогруппу R1a1a, у образца SHE006 (Shekshovo 9, 1012±21 гг.) — митохондриальную гаплогруппу K1a30a, у образца SHE007 (Shekshovo 9, 1125±54 гг.) — митохондриальную гаплогруппу H49 и Y-хромосомную гаплогруппу I2a2. У образца SHE008 (Shekshovo 9, 1348±28 гг.) — митохондриальную гаплогруппу H3, у образца SHE009 (Shekshovo 9, 1346±31 гг.) — митохондриальную гаплогруппу U2e1b1 и Y-хромосомную гаплогруппу R1a1a1b1a1. У образца SHK001 (Grave 1, Shekshovo 2, 1207±22 гг.) из погребения на северной окраине селища Шекшово 2 определили митохондриальную гаплогруппу M9a1a и Y-хромосомную гаплогруппу J2a, у образца SHK002 (Grave 2, Shekshovo 2, 1179±35 гг.) определили митохондриальную гаплогруппу Z3c и Y-хромосомную гаплогруппу N1. У особей из группы Шекшово 9 диета была основана на растениях C3-фотосинтеза. Несмотря на генетический разброс образцов Шекшово 9, изотопные значения указывают на схожую диету в этой группе. Один индивид из Шекшово 9 (SHE008) ближе к центральным и западным европейцам, чем остальные индивиды из Шекшово 9. Оба человека из Шекшово 2 (SHK001 и SHK002) оказались далеко от других людей в Волго-Окском наборе данных, ближе к Восточной Азии и «лесостепному клину» в общеевразийском графике PCA (к казахам, каракалпакам, сибирским татарам и другим тюркоязычным группам из Центральной Азии и Сибири. Оба оказались носителями митохондриальных гаплогрупп, которые чаще встречаются в Азии, чем в Европе. Исследование значений стронция указывает на их неместное происхождение, что подтверждает идею о том, что они переехали в Поволжье в зрелом возрасте.